# Stenomacrus americanus
Stenomacrus americanus là một loài tò vò trong họ Ichneumonidae.